# Carlos Gamerro

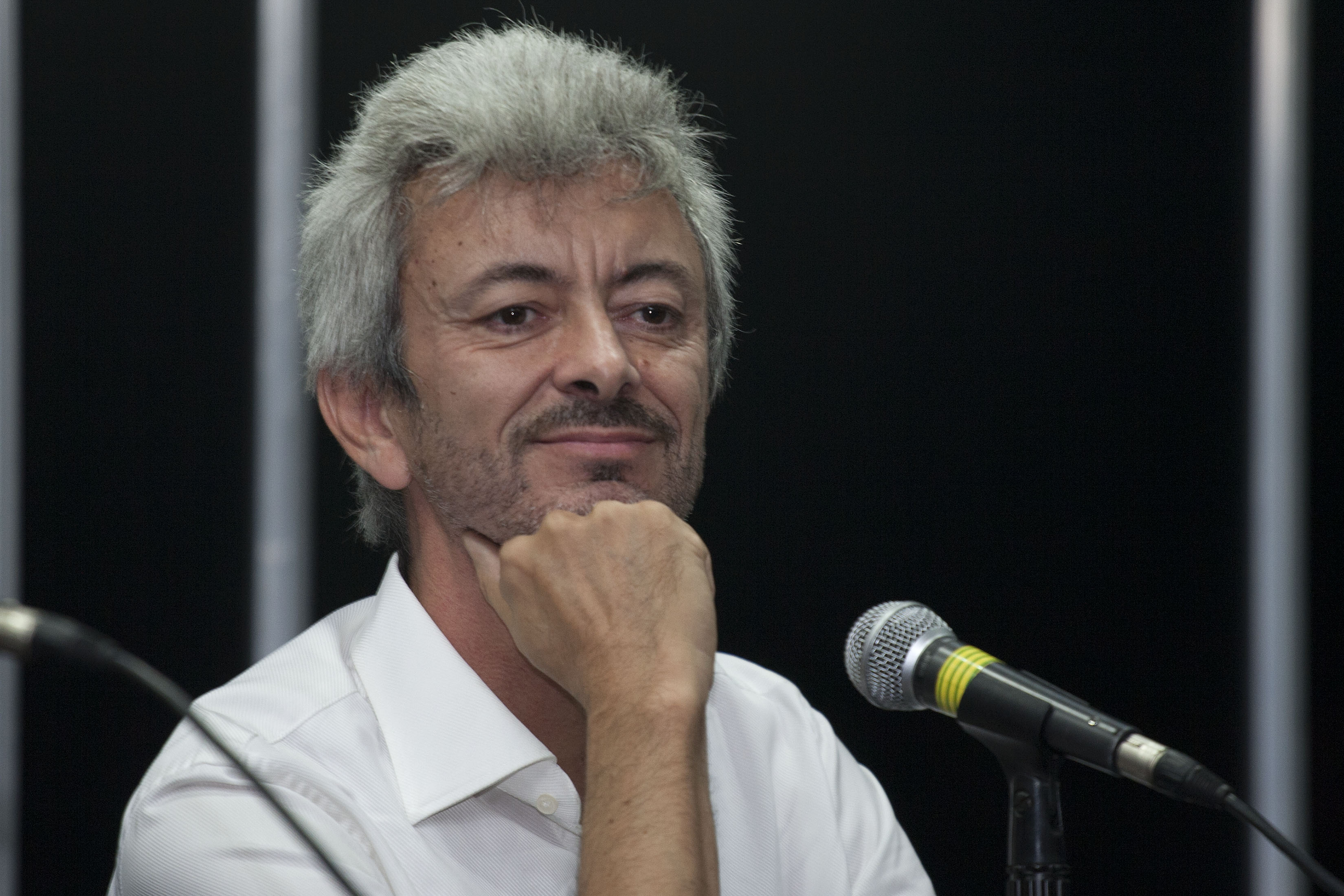
Carlos Gamerro (2015)

Carlos Gamerro (ur. 1962 w Buenos Aires) – argentyński pisarz, eseista, prozaik, tłumacz.
Wykładowca literatury na Uniwersytecie w Buenos Aires (do 2002 roku). Od dziecka mówi po hiszpańsku i angielsku. W swoich tekstach skupia się na wydarzeniach istotnych dla historii Argentyny. Przewija się przez nie także motyw nieuchronności i irracjonalności sił historii, swoisty fatalizm historyczny.

## Dzieła

### Powieści
- Las Islas, 1998
- El sueño del señor juez, 2000
- El secreto y las voces, 2002
- La aventura de los bustos de Eva, 2004
- Un yuppie en la columna del Che Guevara, 2011

### Eseje oraz ich zbiory
- Ulises. Claves de lectura, 2008
- Ficciones barrocas: una lectura de Borges, Bioy Cesares, Silvina Ocampo, Cortázar, Onetti y Felisberto Hernández, 2010
- Facundo o Martin Fierro. Los libros que inventaron la Argentina, 2015

### Scenariusze
- Tres de corazones wraz z Sergiem Renánen, 2007

## Nagrody
- Nagroda krytyków Fondación El Libro